# Ultimate (album de Jolin Tsai)
Pour les articles homonymes, voir Ultimate.
Albums de Jolin Tsai
Myself
(2010) Muse
(2012)
Compilations par Jolin Tsai
Jeneration
(2009)
Ultimate (chinois : J女神) est la septième compilation de la chanteuse Jolin Tsai, sortie le 28 août 2012 sous le label Sony Music.

## Liste des titres
| 1.  | Zhao Pai Dong Zuo (招牌動作)                      |  |
| 2.  | Kan Wo 72 Bian (看我72變)                         |  |
| 3.  | Ye Man You Xi (野蠻遊戲)                          |  |
| 4.  | Ai Qing San Shi Liu Ji (愛情36計)                 |  |
| 5.  | Prove it                                          |  |
| 6.  | OH OH                                             |  |
| 7.  | Zheng yi zhi yan Bi yi zhi yan (睜一隻眼閉一隻眼) |  |
| 8.  | Bao Mi Hua De Wei Dao (爆米花的味道)              |  |
| 9.  | Hai Dao (海盜)                                    |  |
| 10. | Qi Shi Jing Shen (騎士精神)                       |  |
| 11. | Bu La Ge Guang Chang (布拉格廣場)                 |  |
| 12. | Xu Yuan Chi De Xi La Shao Nu (許願池的希臘少女)   |  |
| 13. | Love Love Love                                    |  |
| 14. | Du zhan shen hua (獨佔神話)                       |  |
| 15. | Show Your Love                                    |  |

| 1.  | Dao Dai (倒帶)                                           |  |
| 2.  | Tian Kong (天空)                                         |  |
| 3.  | Zuo Yi Tian De Ni (做一天的你)                           |  |
| 4.  | Ning Meng Cao De Wei Dao (檸檬草的味道)                  |  |
| 5.  | Shi Zuo Yong Zhe (始作俑者)                              |  |
| 6.  | Fan fu ji hao (反覆記號)                                 |  |
| 7.  | Suan tian (酸甜)                                         |  |
| 8.  | Shuo Ai Ni (說愛你)                                      |  |
| 9.  | Jiu Shi Ai (就是愛)                                      |  |
| 10. | Hao xiang ni (好想你)                                    |  |
| 11. | Dan Shen Gong Hai (單身公害)                             |  |
| 12. | Shen Me Yang De Ai (什麼樣的愛)                          |  |
| 13. | Guai Wo Dai Nian Qing (怪我太年輕)                       |  |
| 14. | Ni Shi Mo Lin Hua Du Shuo Bu Qing (你怎麼連話都說不清楚) |  |
| 15. | Wo Zhi Dao Ni Hen Nan Guo (我知道你很難過)               |  |

| 1.  | Kan Wo 72 Bian (看我七十二變)                                               |  |
| 2.  | Ye Man You Xi (野蠻遊戲)                                                    |  |
| 3.  | Qi Shi Jing Shen (騎士精神)                                                 |  |
| 4.  | Bu La Ge Guang Chang (布拉格廣場)                                           |  |
| 5.  | Xu Yuan Chi De Xi La Shao Nu (許願池的希臘少女)                             |  |
| 6.  | Shuo Ai Ni (說愛你)                                                         |  |
| 7.  | Tian Kong (天空)                                                            |  |
| 8.  | Wo Yao De Xuan Ze (我要的選擇)                                              |  |
| 9.  | Dao Dai (倒帶)                                                              |  |
| 10. | Qi Shi Jing Shen+Hai Dao+Kan Wo 72 Bian (live) (騎士精神+海盜+看我七十二變) |  |